# Christy Mack

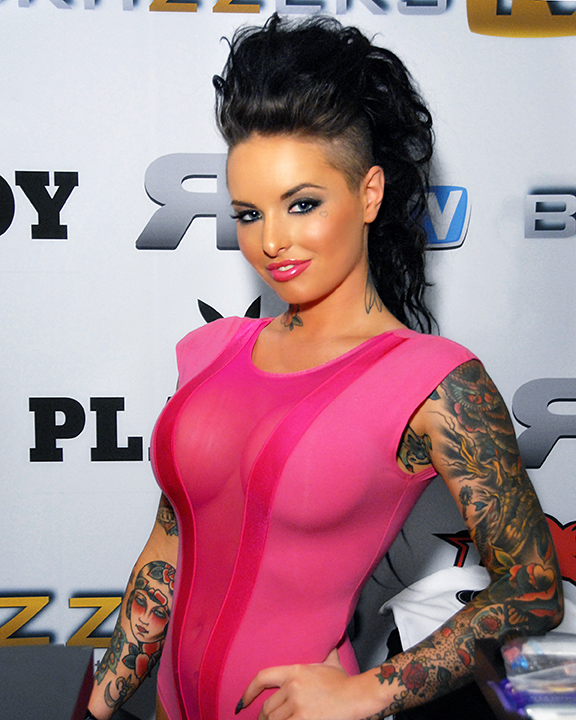
Christy Mack auf der Erotikmesse AVN Adult Entertainment Expo 2013

Christy Mack (* 9. Mai 1991 als Christine Mackinday in South Chicago Heights, Illinois) ist ein US-amerikanisches Fotomodell und ehemalige Pornodarstellerin.

## Leben
Christy Mack startete ihre Karriere als Tattoomodell. Neben Fotostrecken für die Mainstream-Magazine InkedGirls und Rebel Ink  machte sie auch Fotos für die Internetseiten Brazzers und Bangbros. Als Schauspielerin wirkte sie 2010 im Independent-Splatterfilm Zombie Abomination: The Italian Zombie Movie – Part 1 mit.
Im Jahr 2012 startete sie ihre Karriere in der amerikanischen Pornobranche. Neben einer Reihe von Filmen wie Hot Body Ink (Elegant Angel), Whores Ink und Inked Angels (Evil Angel) sowie Inked Girls (Wicked Pictures), die dem Genre Tattoo-Porno (im Unterschied zu Alt porn) zugeordnet werden können, spielte sie auch die Rolle der Zatanna im Film Dark Knight XXX: A Porn Parody von Vivid Entertainment Group.
Sie besitzt einen Twitter-Account mit etwa 720.000 Followern und hat bei Instagram etwa 3.600.000 Follower. 2013 veröffentlichte das renommierte Produktionsstudio Digital Playground den Film The Shortcut, in dem neben Mack auch Bibi Jones und Tommy Gunn mitspielten. Im Januar 2014 erschien der Film Rambone: A DreamZone Parody, eine Pornoparodie auf die Rambo-Filme des Studios DreamZone Entertainment, in der Christy Mack neben Bonnie Rotten zu sehen ist. Im Sommer 2013 stand sie zum ersten Mal für eine europäische Produktionsfirma vor der Kamera: Magmafilm drehte mit ihr den Film Porn in the USA, u. a. mit Mick Blue, welcher im Herbst des gleichen Jahres veröffentlicht wurde. Am 31. Juli 2013 veröffentlichte das Studio Wicked Pictures den Pornospielfilm Wanderlust der Regisseurin Stormy Daniels, in dem Christy Mack neben Brandy Aniston und Steven St. Croix zu sehen ist.
Christy Mack wurde von der für die Einschätzung von Popularitäten bedeutenden Erotikmodel- und Pornodarsteller-Datenbank Freeones im Jahr 2013 zur Miss Freeones gekürt. Sie war 2013 bei den Fanny Awards (The Exxxotica Fan Choice Awards) als „New Girl on the Block (Female Newcomer of the Year)“ nominiert.
2013 befand sie sich in einer Beziehung mit dem MMA-Kämpfer „War Machine“ (Jonathan Paul Koppenhaver); die Beziehung endete im Mai 2014. Im August 2014 wurden Mack und ein Bekannter in ihrem Zuhause von Koppenhaver überfallen. Mack wurde von Koppenhaver verprügelt, erlitt 18 Knochenbrüche, einen Leberriss, mehrere ausgeschlagene Zähne und gab an, Koppenhaver hätte auch versucht, sie zu vergewaltigen. Koppenhaver wurde nach einer Woche Flucht von der Polizei festgenommen und saß zunächst in einem Staatsgefängnis in der Nähe von Indian Springs, Nevada ein. 2017 wurde er zu lebenslanger Haft verurteilt, mit der Möglichkeit, frühestens nach 36 Jahren Bewährung zu beantragen.

## Auszeichnungen
- 2013: Miss FreeOnes[4]
- 2013: FreeOnes Best Newcomer[4]
- 2013: Venus Award als Beste Darstellerin international
- 2013: Miss BangBros für Best Rack
- 2014: AVN Award als Most Promising New Starlet (Fan Award)[5]
- 2014: XBIZ Award als Best New Starlet[6]
- 2016: AVN-Nominierung zum Best Solo/Tease Performance für Christy
- 2017: AVN-Nominierung zum Mainstream Star of the Year

## Filmografie (Auswahl)
- 2012: Tattooed Anal Sluts
- 2012: Trashy
- 2012: Big Mouthfuls 16
- 2012: Dark Knight XXX: A Porn Parody
- 2012: Night Maiden XXX
- 2012: Tanlines 2
- 2012–2014: Baby Got Boobs 10, 15
- 2013: Inked Angels 1
- 2013: Big Tits in Uniform 11
- 2013: Wanderlust
- 2013: Bang Bus 44
- 2013: Big Anal Asses 1
- 2013: Porn in the USA
- 2013: Whore’s Ink
- 2013: Hot Body Ink
- 2013: Ink Girls
- 2013: Slutty and Sluttier 19
- 2013: Big Wet Tits 12
- 2013: Oil Overload 10
- 2013: Bra Busters 4
- 2014: Tonight’s Girlfriend 31
- 2014: Christy
- 2014: Foot Worship 5
- 2014: Phat Ass White Girls 12
- 2015: Naughty Office 41
- 2015: Blowjob Fridays 21
- 2015: My Wife's Hot Friend 26
- 2015: Horny Housewives 2
- 2015: Hooker Hookups
- 2015: Before They Were Stars
- 2015: Bliss
- 2015: Dirty Masseur 8
- 2017: She's A Lesbian
- 2017: Backroom Facials 22
- 2017: Pussy Paradise
- 2018: Christy Mack First Nuru Experience
- 2018: Horny and All Alone 2
- 2018: World Of BangBros: Threesomes 2
- 2019: Christy Mack Pov Cock Worship
- 2019: Inked Escort Christy Mack Fucks In Pov
- 2019: Latex Dream
- 2019: Tatooed Bath Fantasies
- 2019: Pornstar Solos 7
- 2020: Lewd Tattooed & Screwed
- 2021: Christy Mack Fucks Nick Jacobs For Rent

## Belege
1. ↑  Zombie Abomination: The Italian Zombie Movie - Part 1. Internet Movie Database, 2010, abgerufen am 4. März 2023.
2. ↑  The Shortcut. Internet Movie Database, abgerufen am 22. Mai 2015 (englisch).
3. ↑  DreamZone Entertainment’s 'Rambone XXX' Begins Shipping. avn.com, 21. Januar 2014, abgerufen im Jahr 2023 (englisch).
4. 1 2  Bob Johnson: Christy Mack Crowned 'Miss FreeOnes' for 2013. xbiz.com, 1. April 2013, abgerufen am 4. März 2023 (englisch).
5. ↑  AVN Announces the Winners of the 2014 AVN Awards. avn.com, 21. Januar 2014, archiviert vom Original am 1. Februar 2016; abgerufen am 29. Januar 2014 (englisch).
6. ↑  Dan Miller: 2014 XBIZ Award Winners Announced. xbiz.com, 24. Januar 2014, abgerufen am 29. Januar 2014 (englisch).

| Personendaten    | Personendaten                                                |
| ---------------- | ------------------------------------------------------------ |
| NAME             | Mack, Christy                                                |
| ALTERNATIVNAMEN  | Mackinday, Christine (Geburtsname)                           |
| KURZBESCHREIBUNG | US-amerikanisches Fotomodell und ehemalige Pornodarstellerin |
| GEBURTSDATUM     | 9. Mai 1991                                                  |
| GEBURTSORT       | South Chicago Heights, Illinois, Vereinigte Staaten          |